# Наиле-султан (дочь Абдул-Меджида I)
Наиле́-султа́н (тур. Naile Sultan; 1856/1857, Стамбул — 1881/1882, там же) — дочь османского султана Абдул-Меджида I и, предположительно, его жены Шаесте Ханым-эфенди. Наиле болела туберкулёзом, но, несмотря на это, была выдана замуж за шурина Абдул-Хамида II Кабасакал Черкес Мехмеда-пашу. Брак оставался бездетным, а вдовец Наиле третьим браком был женат на дочери Абдул-Азиза Эсме-султан.

## Биография
Наиле-султан родилась по разным данным 1 сентября 1856 года, 30 сентября 1856 года или 11 июня 1857 года в Стамбуле и была дочерью османского султана Абдул-Меджида I. Кто был матерью девочки достоверно неизвестно: в документах о рождении Наиле без указания имени написано только, что матерью её была третья икбал султана. Согласно данным турецкого историка Недждета Сакаоглу, который сослался на турецкого писателя Нахида Сырры Орика и турецкого историка Халука Шехсувароглу, к моменту рождения Наиле титул третьей икбал носила Шаесте Ханым-эфенди, происходившая из абхазской княжеской семьи Инал-Ипа и дожившая до правления Мехмеда V. При этом, турецкий историк Чагатай Улучай писал, что помимо мертворождённого сына Абдуллы у Шаесте не было детей, именно поэтому ей был отдан на воспитание Мехмед Вахиддедин, мать которого Гюлюсту Ханым-эфенди умерла от туберкулёза в мае 1861 года — всего через три месяца после рождения сына. Кроме того, Улучай также отмечал, что матерью Наиле была третья икбал Абдул-Меджида I, однако имени её он не называл. Помимо Абдуллы и Мехмеда Вахидеддина у Наиле было около 40 единокровных братьев и сестёр.
Когда Наиле было пять лет, её отец умер. Сакаоглу отмечал, что в период правления её дяди Абдул-Азиза, на которое пришлись детство и юность девочки, о жизни султанши данных нет. Известно только, что Наиле, как и её единокровная сестра Бехидже-султан, с ранних лет боролась с туберкулёзом. Орик, видевший фотографию Наиле-султан, описывал её как девушку с «длинным худым лицом с тонкими чертами, тонкой шеей и чёрными кругами вокруг больших глаз. Её лёгкая улыбка была печальна».
Наиле принадлежал прибрежный особняк близ мечети Ортакёй, в котором она провела большую часть жизни.
Орик писал, что Наиле-султан была влюблена в некоего молодого человека, но её мать не позволила ей выйти за него замуж; этот молодой человек покончил с собой в день свадьбы Наиле, а сама она всю оставшуюся жизнь пробыла в трауре, что усугубило её болезнь и ускорило смерть. Орик отмечал, что придворные, которые поведали ему эту историю, не помнили имени возлюбленного Наиле, но считали, что он был сыном одного из пашей — вероятно, это был Галиб-бей, принадлежавший к семейству Амеди. В день свадьбы Наиле получила от него письмо, в котором молодой человек писал: «Когда ты станешь невестой, мой гроб пронесут перед твоим дворцом»; его слова сбылись: когда в особняке Наиле близ мечети Ортакёй шли свадебные торжества, по улице за особняком шла похоронная процессия. Узнав о случившемся, Наиле-султан, по слухам, спустилась со свадебного помоста, сняла фату и диадему и погрузилась в траур. Сакаоглу отмечал, что достоверно неизвестно, была ли эта история правдой или просто романтическим рассказом.
В 1876 году Абдул-Хамид II, недавно взошедший на престол, одобрил брак тяжелобольной Бехидже-султан и Хамид-бея; в это же время с согласия Шаесте Ханым-эфенди султан одобрил брак Наиле с Кабасакал Черкес Мехмедом (умер в апреле 1909), родственником имама Шамиля, которого дочь Абдул-Хамида Айше-султан и придворная дама Лейла Ачба назвали родным братом Бидар Кадын-эфенди — одной из жён Абдул-Хамида. Перед свадьбой Мехмеду были присвоены звание полковника (миралай) и титул паши, а также пожалована должность почётного адъютанта султана. Свадьба состоялась 6 октября 1876 года в Долмабахче. Брак продлился всего шесть лет и оставался бездетным.
Наиле-султан скончалась по разным данным 7 января 1881 года или 18 января 1882 года в Стамбуле и была похоронена в одном из мавзолеев Новой мечети. Сакаоглу писал, что смерть султанши приблизил тот факт, что «муж, которому её насильно отдали, был человек простой и суровый». Шехсувароглу сообщал, что мать Наиле, пережившая её на три десятилетия, установила на могиле дочери табличку с изображением Мекки и Медины. Особняк Наиле после её смерти перешёл её вдовцу. Мехмед-паша был ещё дважды женат: от второй жены он имел потомство, а его третьей женой стала девятнадцатилетняя дочь Абдул-Азиза Эсма-султан, в честь которой, предположительно, получил своё окончательное название особняк Наиле.

## Комментарии
1. ↑  Турецкий историк Чагатай Улучай писал, что Наиле родилась во вторник 1 сентября 1856 года (1 сафар 1273 года по хиджре) в 5.30 утра[1].
2. ↑  18 шевваль 1273 года по хиджре[3].
3. ↑  По мнению турецкого мемуариста Харуна Ачба, Шаесте была дочерью принца Таташ-бея Инал-Ипа и его жены Сарей-ханым[5].
4. ↑  Османский ситорик Сюрея Мехмед-бей писал, что свадьба состоялась в 1877 году[3].